# Vicco von Bülow-Schwante
Vicco Karl Alexander von Bülow-Schwante (* 10. Mai 1891 in Berlin; † 14. März 1970 in Düsseldorf) war ein deutscher Diplomat.

## Leben
Vicco Karl Alexander von Bülow entstammte dem mecklenburgischen Uradelsgeschlecht derer von Bülow und war ein Sohn des preußischen Generalfeldmarschalls Karl von Bülow. Sein Onkel war Bernhard Wilhelm von Bülow, Staatssekretär im Auswärtigen Amt von 1930 bis 1936.
Bülow trat nach Absolvierung des Gymnasiums am 16. September 1910 als Fahnenjunker in das 2. Garde-Regiment zu Fuß der Preußischen Armee ein. Dort wurde er am 27. Januar 1912 mit Patent vom 30. Januar 1910 zum Leutnant befördert. Während des Ersten Weltkriegs war er dem Oberkommando der Heeresgruppe „von Below“ zugeteilt. Nach dem Krieg wurde Bülow als Rittmeister verabschiedet.
Bülow war Stahlhelmgauführer von Havelland. 1924 kaufte Bülow von dem Finanzmann Ledwin das Schloss Schwante, der dieses zuvor 1919 den Erben von Richard Sommer abgekauft hatte und wurde deshalb von Bülow-Schwante genannt.
1925 heiratete Bülow in Dresden Helene von Schubert (1892–1972), verwitwete Gräfin Roedern, Tochter des Conrad von Schubert. Der Botschafter Carl von Schubert war sein Schwager, ebenso der Potsdamer Polizeipräsident Wilhelm von Wedel. Ende der 1920er Jahre betrug sein Gutsbesitz um Schwante 128 ha, das kleine Gut war damals verpachtet.
Bülow-Schwante war seit 1928 Mitglied der rechtskonservativen DNVP, bereits zwei Jahre später wurden Vereinbarungen in dieser Partei zur engen Zusammenarbeit mit der NSDAP getroffen. Bei den Reichstagswahlen 1932 und bei der Machtergreifung der Nationalsozialisten Anfang 1933 bestand eine feste Koalition zwischen ihnen. Er widersetzte sich weder der 1933 durch Adolf Hitler vollzogenen Gleichschaltung der DNVP noch des „Stahlhelmbundes“, wurde Mitglied der Sturmabteilung und war SA-Standartenführer z. V. bei der Obersten SA-Führung (OSAF). Am 1. April 1936 trat er der NSDAP bei (Mitgliedsnummer 3.757.880) und war in der Zeit des Nationalsozialismus Vortragender Legationsrat beim Außenminister. Ferner wurde er 1937 zum Brigadeführer im NSKK befördert.

## Sonderreferat Deutschland
Durch Protektion des Vorsitzenden des Stahlhelms und neuen Arbeitsministers Franz Seldte und gegen den Protest seines Onkels, des Staatssekretärs Bernhard Wilhelm von Bülow, der eine „Politisierung des auswärtigen Dienstes“ fürchtete, wurde er ohne entsprechende Vorbildung in den höheren Dienst des Auswärtigen Amtes übernommen. 1933 wurde im Auswärtigen Amt unter der Leitung von Bülow-Schwante das Sonderreferat Deutschland neu eingerichtet. Zu den Aufgaben dieses Referates gehörten ab dem 20. März 1933, neben anderen, die bisher von der Abteilung III behandelten jüdisch-politischen Angelegenheiten, welche nach der Machtübergabe an die Nationalsozialisten als Judenfrage im Auswärtigen Amt bezeichnet wurden. Zunächst setzte er die Weisung des Staatssekretärs von Bülow vom 13. März 1933 um, Material zum angeblich überproportionalen „Vordringen der Juden im öffentlichen Leben Deutschlands zu sammeln“. Die von Bülow-Schwante nach neun Monaten des Bestehens des Sonderreferates unter seiner Leitung im Januar 1934 angefertigte Übersicht zu den Aufgaben ab Sommer konstatiert: „Beobachtung für die Außenpolitik wichtiger innenpolitischen Vorgängein Deutschland; Beobachtung der Einwirkung des Auslands auf innenpolitische Verhältnisse in Deutschland; Unterstützung des Staatssekrerärs bei seinen Kontakten mit den Inlandstellen; die Judenfrage usw.“ Über die dabei genutzten Wege, Mittel und Methoden machte der Referatsleiter in diesem Zusammenhang keine Angaben, aber bereits im gleichen Jahr kristallisierte sich im Handeln des Sonderreferates heraus, dass mit den Inlandstellen vorrangig die Geheime Staatspolizei, die Sicherheitspolizei, der Sicherheitsdienst der NSDAP, ausgewählte Pressestellen und Verlage, aber auch das Rasseamt und das Reichsamt für Propaganda und Volksaufklärung gemeint waren.
Nur einen Monat später unterzeichnete von Bülow-Schwante den von seinem Mitarbeiter, dem „Judenreferenten“ Emil Schumburg, im Februar 1934 verfassten Runderlaß zur Entwicklung der Judenfrage in Deutschland und ihre Rückwirkungen im Ausland an die diplomatischen und berufskonsularischen Vertretungen, und fügte einige Randbemerkungen hinzu. Dieses Traktat erläutert generell eine „weltanschauliche Gegnerschaft“ zwischen dem Nationalsozialismus und der jüdischen Religion und beschreibt den Konflikt als „unversöhnlich“, unter wörtlicher Zitierung von Passagen aus Hitlers „Mein Kampf“. Der Text trägt das Handzeichen von Bülow-Schwantes, die wenigen handschriftlichen Randbemerkungen und redaktionellen Änderungen aus der Feder von Schumburg und seines Referatsleiters betreffen nicht diese brisanten Textstellen. Damit kann davon ausgegangen werden, dass der Inhalt des Rundschreibens den 1934 politischen Haltungen Vicco von Bülow-Schwante entsprach. Diese frühzeitige Übernahme der nationalsozialistischen Ideologie in den amtlichen Schriftverkehr des Auswärtigen Amtes war kein Einzelfall im frühen NS-Staat. Jedoch war mit dem Sonderreferat Deutschland innerhalb des Amtes eine Institution geschaffen und akzeptiert, sowie durch Vicco von Bülow-Schwante zumindest bis 1936 weiterentwickelt, die Maßnahmen zur „Endlösung der Judenfrage“ vorantrieb.
In diesen Jahren seiner Referatsleitung pflegte dieser Bereich mit die enge Zusammenarbeit mit dem APA, der NSDAP/AO und dem Reichsministerium für Volksaufklärung und Propaganda und förderte als Sonderreferat Deutschland die Verbreitung der Ideologie der NSDAP im Ausland. Das Sonderreferat Deutschland lud die Führer der spanischen Falangisten 1934 in das Deutsche Reich ein. Beim Bemühen, Juden aus dem Deutschen Reich zu vertreiben, sah Bülow-Schwante Ende Februar 1934 Gemeinsamkeiten mit den Zionisten, welche zur Auswanderung nach Palästina aufriefen, was Referat D aktiv unterstützte.
1935 war von Bülow-Schwante Leiter des Protokolls beim Reichsminister des Äußeren, Konstantin Freiherr von Neurath. In diesem Jahr hatte er auch den Schaden zu begrenzen, nachdem Hitlers Definition von Ariern und Semiten und die Nürnberger Rassegesetze in den arabischen Ländern bekannt geworden waren. Ein Junge mit ägyptischem Vater war deshalb sogar aus der Hitler-Jugend geworfen worden. Bülow umschrieb dann das „heikle Thema“, dass die Gesetze nicht für Ägypter, Iraker, Iraner, Türken usw., gelten würden, aber insbes. die Regierungen Ägyptens und Irans (das sich als Stammland der „Arier“ ansah) waren kaum zu überzeugen. Die Gesetze gelten „nur gegen Juden“. Er musste zugeben, dass unter den Deutschen weitere Gespräche dazu nötig sind. Die Ägypter drohten, die Olympiade 1936 zu boykottieren. Man half sich dann mit der Erfindung des „artverwandten Blutes“ dieser Leute. 20 hochrangige Beamte des AA versammelten sich am 1. Juli 1936 um Bülow und Wilhelm Stuckart zu diesem Thema zu einer Konferenz. 1937 schrieb Bülow-S., das Weltjudentum wolle Palästina erobern, aber die Araber hätten die Gefahr erkannt. Auch Mussolini sei gegen die jüdische Einwanderung. Deshalb würden die Deutschen jetzt ihre Meinung ändern, gegen die Einwanderung sein und die Juden spalten müssen. Die Judenfrage sei auch nicht gelöst, wenn es keine deutschen Juden mehr gibt; Bülow bezieht sich also auf eine angebliche Weltmacht des „internationalen Judentums“; so, wie die Protokolle der Weisen von Zion sie behaupten. Keinesfalls sollen die Juden eine Machtbasis im Osten erhalten, welche der des Vatikans für die Katholiken entspricht.
Im Juni 1936 starb Staatssekretär Bernhard Wilhelm von Bülow. Im Geschäftsverteilungsplan des Auswärtigen Amtes von 1936 und 10. März 1938 war Bülow-Schwante, bereits als Leiter der Abteilungen Protokoll (Diplomatisches Korps in Berlin, die ausländischen Konsuln im Deutschen Reiche, Einführung beim Führer und Reichskanzler, Zeremoniell, Ordenssachen) sowie Innerdeutsche Angelegenheiten benannt.
1937 argumentierte Bülow-Schwante mit außenpolitischen Gründen dafür, die Nachkommen von Besatzungssoldaten der Ruhrbesetzung zu kasernieren, statt zu sterilisieren.
Im Juli 1938 wurde Alexander Freiherr von Dörnberg als Nachfolger von Vicco von Bülow-Schwante zum Chef der Protokollabteilung des Auswärtigen Amtes ernannt.
Vom 14. Oktober 1938 bis 1940 war Bülow-Schwante deutscher Botschafter in Brüssel. Zur Vorbereitung auf den Überfall auf Polen berief Joachim von Ribbentrop eine Konferenz der Botschafter des Deutschen Reichs in Europa nach Berlin ein. Ribbentrop fragte Bülow-Schwante, ob Belgien bei einem Krieg zwischen Deutschland und Polen neutral bleiben würde. Bülow erklärte, dass Belgien nach den Erfahrungen des Ersten Weltkrieges eine militärische Sicherung bei Frankreich und England suchen würde, welche beide fraglos gegen das Deutsche Reich eingreifen würden. Ribbentrop erklärte, England und Frankreich dächten gar nicht an Krieg. Bülow erwiderte, wenn dem so sei, dann verstünde er die Frage Ribbentrops nicht, denn dass Belgien einsam und allein gegen Deutschland zu Felde zöge, wäre doch wohl ein absurder Gedanke.
Am 10. Januar 1940 kam es zum sogenannten Mechelen-Zwischenfall. Eine Messerschmitt Bf 108 mit Plänen für den Westfeldzug an Bord hatte sich in schlechtem Wetter über die Niederlande bis nach Belgien verflogen und war bei Maasmechelen in der Nähe von Mechelen notgelandet. Bülow-Schwante sandte die Militärattachés der Gesandtschaft in Brüssel, Ralph Wenninger und Friedrich-Carl Rabe von Pappenheim, zum gefangenen Kurier Helmut Reinberger.
Bei einer Verhandlung im Nürnberger Prozess gegen die Hauptkriegsverbrecher sagte Hans Bernd Gisevius 1946 aus, dass er Bülow-Schwante von Verbrechen der Gestapo berichtete, von welchen er über Arthur Nebe vom Mittagstisch der Gestapo-Abteilungsleiter erfahren habe, damit dieser sie von Neurath vortragen hätte können.
1951 war von Bülow-Schwante Vorsitzender des Aufsichtsrats der Dr. Hillers AG, Solingen.
1942–1947 sowie 1953–1965 war er Mitglied des Aufsichtsrats sowie des Beirats der damaligen Kommanditgesellschaft Henkell & Co., Düsseldorf.
1953 saß Bülow-Schwante im Aufsichtsrat der Stahlindustrie und Maschinenbau AG, Düsseldorf.